# Apostolos Tsalastras

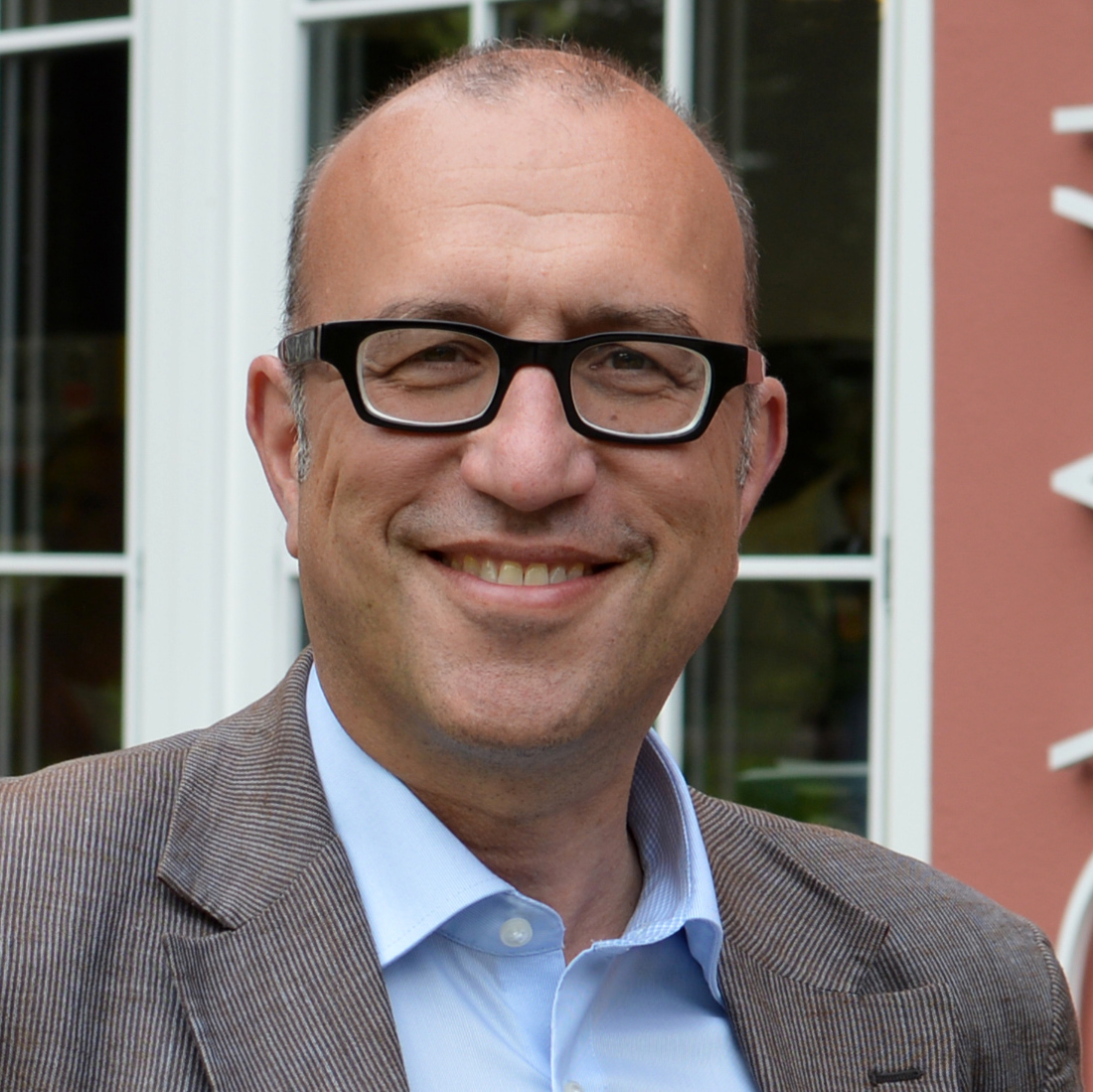
Apostolos Tsalastras am Schloss Oberhausen (2015).

Apostolos „Posto“ Tsalastras (* 27. August 1964 in Hilden) ist Erster Beigeordneter, Kämmerer und Kulturdezernent der Stadt Oberhausen.

## Leben
Apostolos Tsalastras ist als Sohn griechischer Arbeitsmigranten im rheinischen Hilden geboren und aufgewachsen. Er ist verheiratet.

## Ausbildung
Tsalastras hat in Hilden die Wilhelm-Fabry-Realschule besucht und anschließend auf dem  Helmholtz-Gymnasium sein Abitur gemacht. An der Universität zu Köln hat er Volkswirtschaft mit dem Schwerpunkt Sozialpolitik studiert. Das Studium schloss er 1991 als Diplom-Volkswirt ab.

## Beruf
In den Jahren 1991 bis 1996 arbeitete Tsalastras als Bildungsreferent bei den Jusos in der SPD Niederrhein, 1996/97 war er Wahlkreismitarbeiter des NRW-Finanzministers und Landtagsabgeordneten Heinz Schleußer in Oberhausen, und in den Jahren 1997 bis 2003 war er als Referent für Grundsatzfragen der Sozialpolitik beim Bundesverband der Arbeiterwohlfahrt beschäftigt.
Im Jahr 2003 wurde Apostolos Tsalastras erstmals zum Beigeordneten der Stadt Oberhausen gewählt. Zunächst war er als Dezernent für Jugend, Sport, Gesundheit und Soziales zuständig, anschließend für Kultur, Gesundheit und Sport, und seit 2010 umfasst sein Aufgabenbereich als Erster Beigeordneter die Finanzen und die Kultur.
„Oberhausen galt als die am höchsten verschuldete Stadt Deutschlands“, schrieb die FAZ. Für die Medien habe es sich deshalb schön gefügt, „dass ein Mann mit griechischem Namen das undankbare Amt des Kämmerers von Oberhausen übernahm“. Die Zeit notierte: „Als der Sozialdemokrat gerade ins Amt gekommen war, standen ständig Journalisten bei ihm im Zimmer: Ausgerechnet ein Grieche soll Deutschlands Armenhaus sanieren! Wie witzig!“ „Für meine Arbeit als Kämmerer ist das aber doch völlig irrelevant“, kommentierte Tsalastras gegenüber dem Spiegel die Berichte über seine griechische Herkunft. Er weist darauf hin, dass es durch eigene Sparanstrengungen und den nordrhein-westfälischen „Stärkungspakt Stadtfinanzen“ gelungen sei, die Verschuldung Oberhausens zu bremsen. Inzwischen sei die jährliche Neuverschuldung von früher 100 bis 150 Millionen auf nur noch 20 Millionen Euro gesenkt worden, stellte die Berliner Zeitung fest, und 2017 solle der Haushalt ausgeglichen sein. „Das ist vor allem Apostolos Tsalastras Werk“, hieß es in der in Berlin erscheinende Zeitung über den „Sparfuchs von Oberhausen“.

## SPD
Seit 1984 ist Apostolos Tsalastras Mitglied der SPD. „Mein Ideal ist soziale Gerechtigkeit und die Freiheit des Einzelnen“, sagte er der RP, die feststellte: „Ein Radikaler wird er nie, auch wenn er sich auch heute noch als SPD-Linker bezeichnet.“
Tsalastras war Juso-Vorsitzender und anschließend bis 2004 SPD-Vorsitzender in Hilden. Seit 2002 gehört er dem Vorstand der NRW-SPD an, ist Mitglied des Landespräsidiums und Sprecher des Landesarbeitskreises Migration und Integration.
Im Dezember 2014 wurde Tsalastras in einer Mitgliederbefragung der Oberhausener SPD als Kandidat für die Oberbürgermeisterwahl im September 2015 nominiert. „Gewinnt er, wird Tsalastras der erste Bürgermeister einer deutschen Großstadt, der ausländische Eltern hat“, schrieb die FR über den Kandidaten, der auch von den Grünen und der FDP unterstützt wurde. Er verlor die Wahl bereits im ersten Wahlgang mit 37,7 gegen 52,5 Prozent, die der CDU-Kandidat Daniel Schranz erhielt.